# Сан-Лоренсу (Макао)
Сан-Лоренсу (кит. 風順堂區, порт. São Lourenço) — фрегезия в САР Макао Китайской Народной Республики.

## География
Находится в юго-западной части полуострова Макао. Высота над уровнем моря — 20 м.

## Достопримечательности

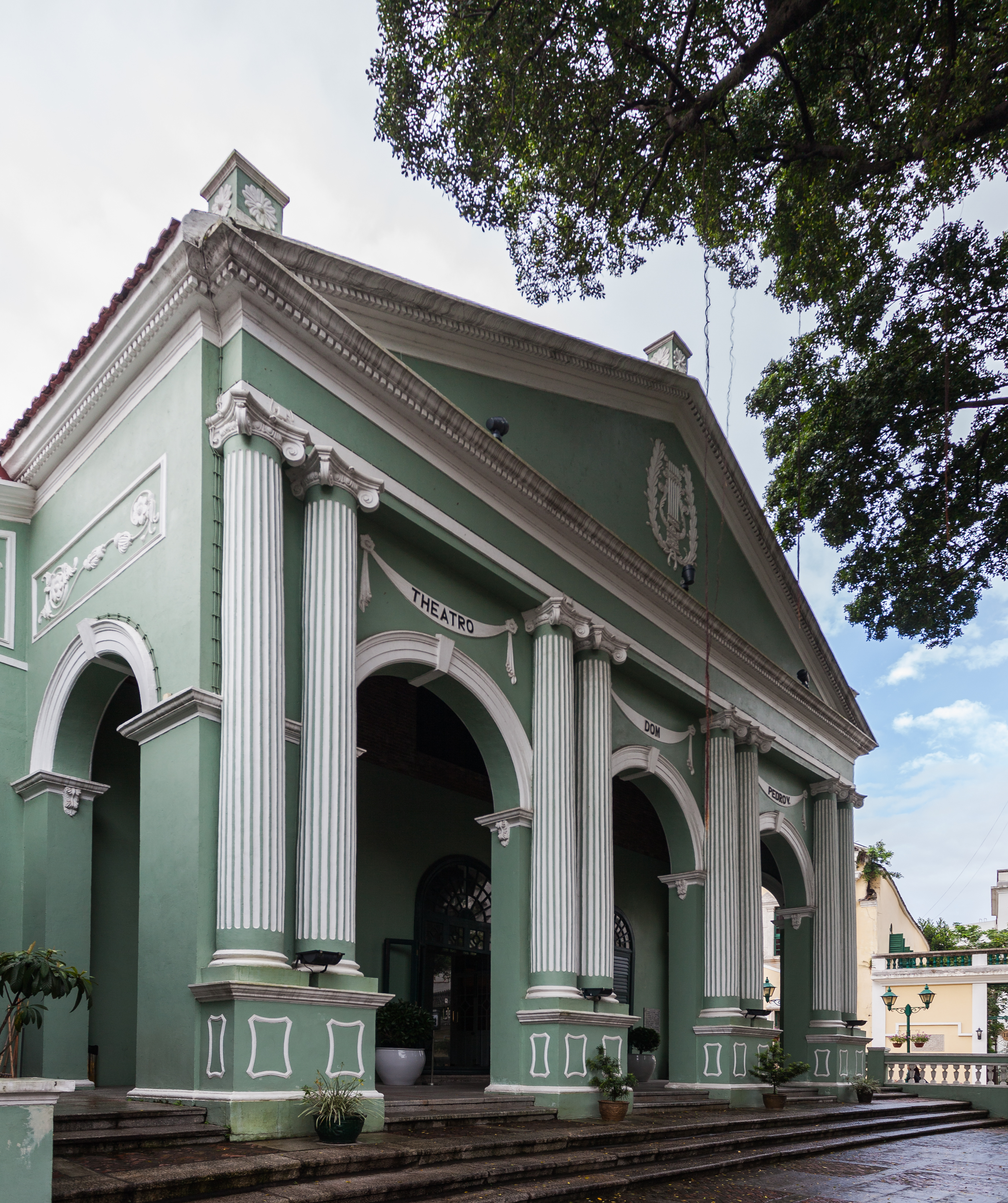
Театр Дом Педро V

На территории фрегезии находится Театр Дом Педро V, построенный в 1860 году

## Религия

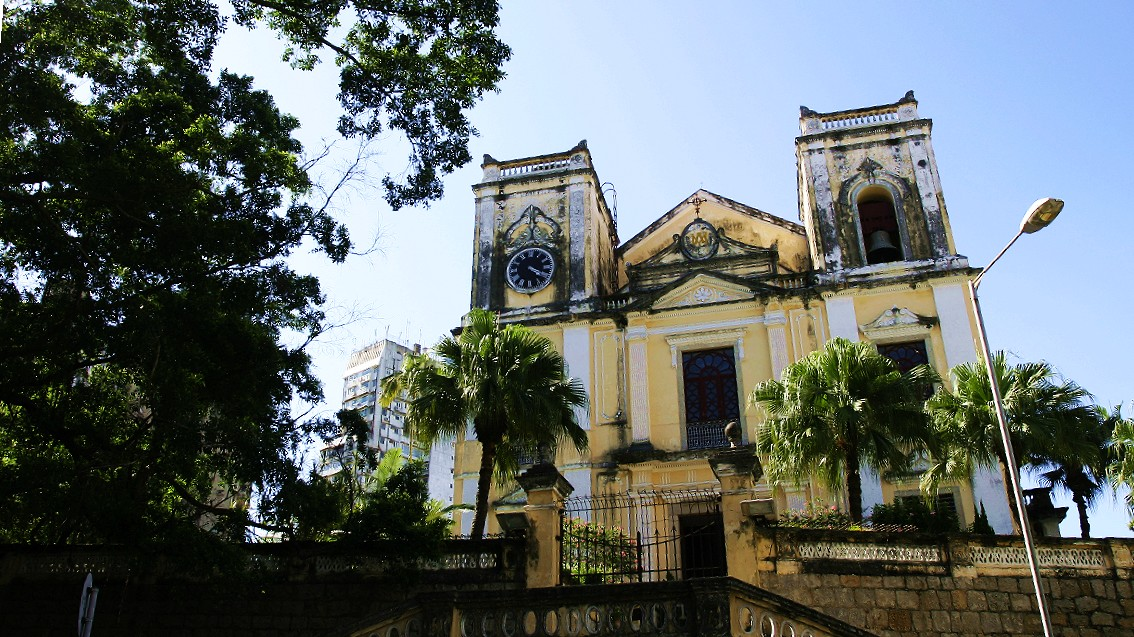
Церковь Сан-Лоренсу

В этой части Макао находится Церковь Сан-Лоренсу, построенная в XVI веке.